# Pâte adhésive

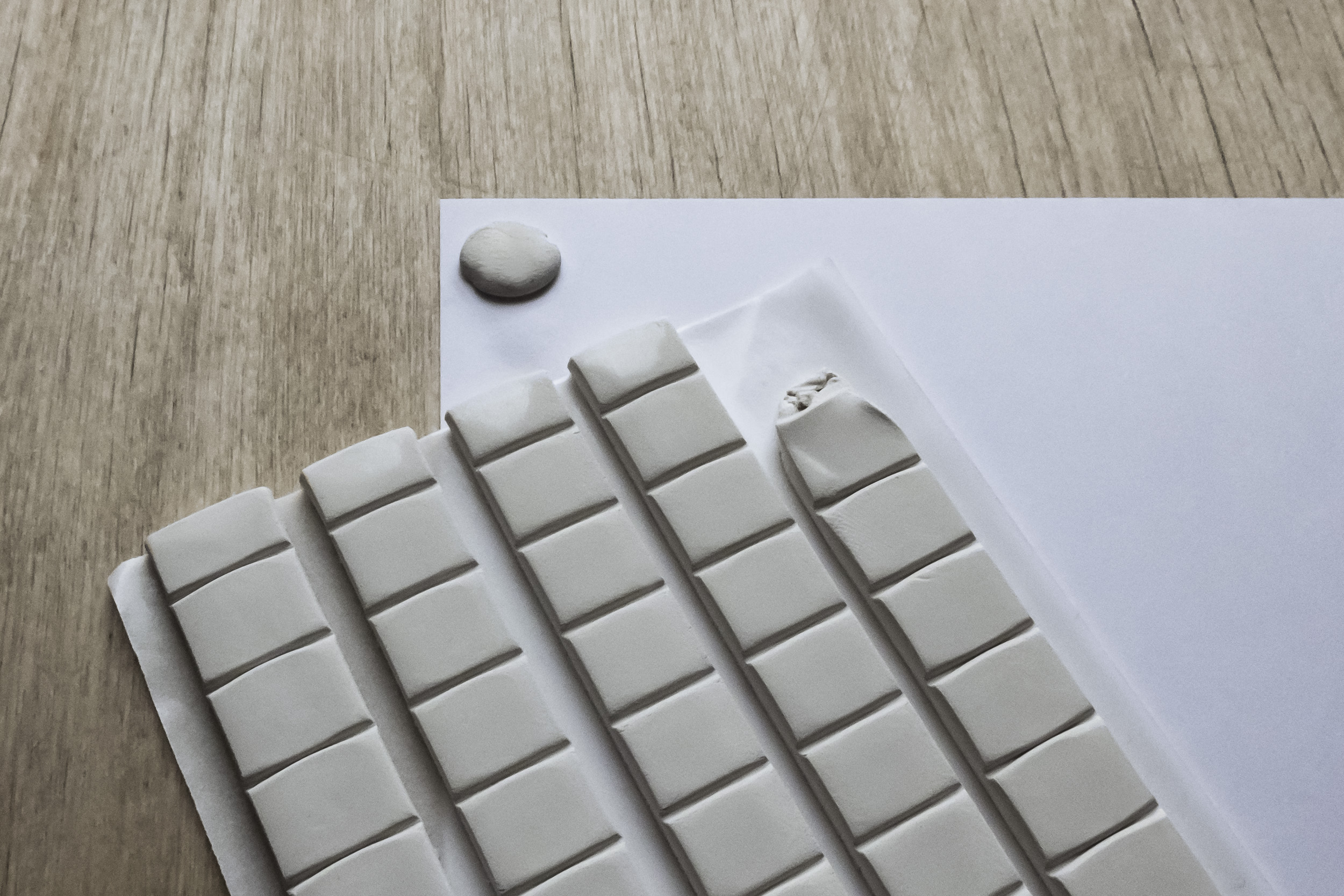
Planche et boule de gomme adhésive.

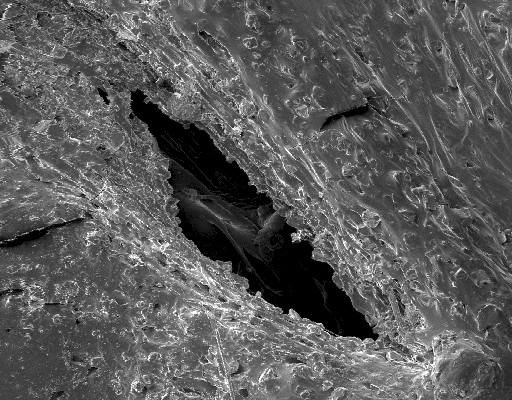
Gomme adhésive vue au microscope électronique à balayage.

La pâte adhésive (ou gomme adhésive, aussi appelée gommette et très souvent désignée par un nom de marque) est une pâte tackante, généralement jaune, blanche ou bleue. Elle permet de coller des objets légers.
Son utilité principale est de fixer des posters sur les murs. L'avantage de la gomme adhésive dans cet usage est de n’abîmer ni le poster ni le mur, et d'être réutilisable à volonté. La gomme adhésive est utile pour accrocher tout types d’affiches, mémos ou décorations sans faire de trou et sans utiliser de ruban adhésif.

## Marques
- Patafix de UHU
- Blu-Tack de Bostik
- Tack-it de Faber-Castell
- CléoFix de Cléopâtre